# 行动 (西班牙)
行动（西班牙語：Actúa）是西班牙的一个左翼政党。
该党成立于2017年8月3日，由加斯帕尔·利亚马萨雷斯（联合左翼前领导人）和巴尔塔萨·加尔松（前法官）共同创立，大部分创始成员来自开放左翼，他们对联合左翼当前的政治路线不满意。
该党的意识形态是进步主义、联邦主义、共和主义、世俗性、生态主义。该党的总部位于马德里。该党的主席是巴尔塔萨·加尔松，领袖是加斯帕尔·利亚马萨雷斯。该党是欧洲民主运动2025的成员。